# Haldenwang (Oberallgäu)
Pour les articles homonymes, voir Haldenwang.
Haldenwang est une commune de Bavière (Allemagne), située dans l'arrondissement d'Oberallgäu, dans le district de Souabe.